# Alveopora tizardi
Alveopora tizardi е вид корал от семейство Poritidae. Видът е незастрашен от изчезване.

## Разпространение и местообитание
Разпространен е в Австралия, Бахрейн, Британска индоокеанска територия, Вануату, Виетнам, Джибути, Египет, Еритрея, Йемен, Израел, Индонезия, Йордания, Ирак, Иран, Камбоджа, Катар, Кения, Кирибати, Коморски острови, Кувейт, Мавриций, Мадагаскар, Майот, Малайзия, Маршалови острови, Микронезия, Мозамбик, Науру, Нова Каледония, Обединени арабски емирства, Оман, Палау, Папуа Нова Гвинея, Питкерн, Провинции в КНР, Реюнион, Саудитска Арабия, Сейшели, Сингапур, Соломонови острови, Сомалия, Судан, Тайван, Тайланд, Танзания, Тувалу, Уолис и Футуна, Фиджи, Филипини, Чили и Япония.
Среща се на дълбочина от 2 до 27 m, при температура на водата от 22,2 до 28,1 °C и соленост 33,5 – 35,5 ‰.